# Włodzimierz (Oraczow)
Włodzimierz, imię świeckie Stanisław Oraczow (ur. 8 września 1973 w Woroszyłowgradzie) – biskup Ukraińskiego Kościoła Prawosławnego Patriarchatu Moskiewskiego.

## Życiorys
Ukończył szkołę malarstwa w Woroszyłowgradzie. 24 kwietnia 1992 przyjął święcenia diakońskie. 15 września tego samego roku złożył wieczyste śluby zakonne, przyjmując imię Włodzimierz na cześć św. Włodzimierza (Bogojawleńskiego). W 1996 ukończył seminarium duchowne w Kijowie. 7 stycznia 1994 został wyświęcony na kapłana, zaś 21 maja 1994 został mianowany ihumenem. 17 listopada 1996 otrzymał godność archimandryty. W 2003 ukończył wyższe studia teologiczne w Kijowskiej Akademii Duchownej.
Przed przyjęciem chirotonii biskupiej służył w soborze Świętych Piotra i Pawła w Ługańsku oraz w cerkwi Wszystkich Świętych w tym samym mieście.
17 listopada 2008 Święty Synod Ukraińskiego Kościoła Prawosławnego nominował go na biskupa krzemieńczuckiego i łubieńskiego. 22 listopada tego samego roku w ławrze Peczerskiej miała miejsce jego chirotonia, w której jako konsekratorzy wzięli udział metropolici kijowski i całej Ukrainy Włodzimierz (Sabodan), odeski i izmaelski Agatangel (Sawwin), ługański i alczewski Joannicjusz (Kobziew), doniecki i mariupolski Hilarion (Szukało), arcybiskupi rówieński i ostrogski Bartłomiej (Waszczuk), wyszhorodzki Paweł (Łebid), białocerkiewski i bogusławski Mitrofan (Jurczuk), boryspolski Antoni (Pakanycz), biskupi drucki Piotr (Karpusiuk), sewerodoniecki i starobielski Agapit (Bewcyk), gorłowski i słowiański Mitrofan (Nikitin), makarowski Hilary (Szyszkowski), sumski i achtyrski Eulogiusz (Hutczenko), perejasławsko-chmielnicki Aleksander (Drabynko), aleksandryjski i swietłowodzki Antoni (Borowyk), wasylkowski Pantelejmon (Poworozniuk) oraz dżankojski i razdolnieński Nektariusz (Frołow).
W 2009 biskup Włodzimierz został przeniesiony do eparchii ługańskiej jako jej biskup pomocniczy, z tytułem biskupa rowenkowskiego. W roku następnym, po powołaniu nowej eparchii dnieprodzierżyńskiej (obecnie kamieńskiej), został jej pierwszym ordynariuszem.
17 sierpnia 2015 r. został podniesiony do godności arcybiskupa. Od 2016 r., w związku z nową nazwą eparchii, tytuł hierarchy uległ zmianie na „kamieński i caryczański”.
17 sierpnia 2020 r. otrzymał godność metropolity.